# Vitvingad petrell
Vitvingad petrell (Pterodroma leucoptera) är en hotad fågel i familjen liror som förekommer i södra Stilla havet. Den häckar utanför östra Australien, dels på Nya Kaledonien, dels utanför kusten i New South Wales. Arten är upptagen på IUCN:s rödlista som sårbar.

## Utseende
Vitvingad petrell är en liten petrell med en kroppslängd på 30 cm. På huvudet syns vit panna som övergår i mörkt brungrått på hjässa och kinder. Ovansidan är grå med tydligt markerat "M" över vingarna och mörk stjärtspets. Undersidan är vit, liksom vingundersidan, med mörk spets och vingbakkant. Även framkanten är mörk, liksom i ett band från vingknogen in mot kroppen. Liknande halsbandspetrellen har ett band över bröstet, tydligare mörk teckning på vingens framkant och är ibland nästan helt mörk på undergumpen.

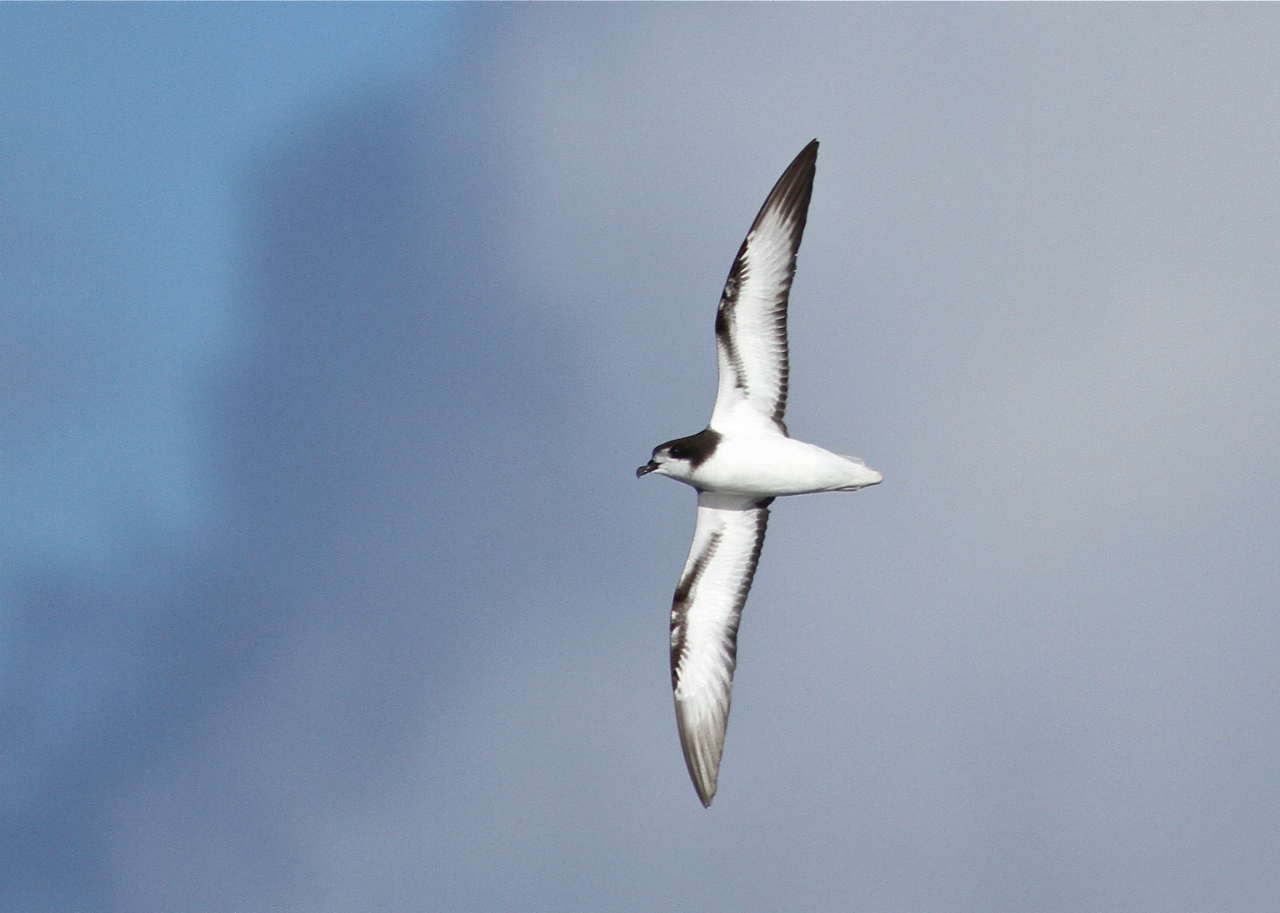
Vitvingad petrell utanför Southport i Queensland, Australien.

## Läte
Två huvudsakliga läten har beskrivits: ett tunt, cikadalikt "zit-zit-zit" och ett gällt "peep-peep-peeoo".

## Utbredning och systematik
Vitvingad petrell behandlas antingen som monotypisk eller delas in i två underarter med följande utbredning:
- Pterodroma leucoptera leucoptera – häckar på öar utanför Australiens östkust, huvudsakligen Cabbage Tree Island i New South Wales; utanför häckningstid i södra Stilla Havet
- Pterodroma leucoptera caledonica – häckar på Nya Kaledonien

Tidigare betraktades halsbandspetrell (P. brevipes) ingå som underart, men den har nu urskilts som egen art.

## Levnadssätt
Arten häckar i bohålor små och lösa kolonier med tio till 50 par, på Nya Kaledonien på branta bevuxna sluttningar 350–650 meter över havet och på Cabbage Tree Island i klippskrevor eller exponerade talussluttningar. Födan består huvudsakligen av bläckfisk, fisk och kräftdjur. Ringmärkta fåglar har konstaterats bli äldre än 40 år gamla.

## Status och hot
Fågeln har ett litet utbredningsområde, få häckningslokaler och tros minska i antal till följd av predation från införda däggdjur. Internationella naturvårdsunionen IUCN kategoriserar därför arten som sårbar. Beståndet av nominatformen anses dock numera vara stabilt. Världspopulationen uppskattas till endast mellan 2 000 och 14 000 häckande individer.

## Taxonomi och Namn
Vitvingad petrell beskrevs taxonomiskt av John Gould 1844. Av den anledningen har den tidigare kallats Goulds petrell eller gouldpetrell på svenska, men det namnet flyttades över till Pterodroma gouldi, som nu döpts om till nordöpetrell. Fågelns vetenskapliga artnamn leucoptera betyder just "vitvingad".